# RCD Espanyol
Reial Club Deportiu Espanyol de Barcelona is een Spaanse voetbalclub uit Cornellà de Llobregat (Barcelona, Catalonië). De club komt uit in de Primera División. Het stadion van de club is Estadi Cornellà-El Prat, in Cornellà de Llobregat. De aartsrivaal van de club is stadsgenoot FC Barcelona; de onderlinge confrontaties staan bekend als de Derbi de Barcelona.

## Clubnaam
Espanyol is een van de Spaanse voetbalclubs die door de Spaanse kroon het privilege is verleend om de titel "Re(i)al" in de naam te gebruiken. Dit privilege werd toegekend aan Espanyol in 1912 door Koning Alfonso XIII. Ten tijde van de dictator Francisco Franco, die de Catalaanse taal verbood, luidde de clubnaam Real Club Deportivo Español. Pas in 1995, lang na Franco's dood, veranderde de club de naam opnieuw in Espanyol. Opmerkelijk is dat de clubnaam 'Spaans' betekent, maar geschreven wordt in het Catalaans: de Spaanse 'ñ' is in het Catalaans 'ny'; ook is merkwaardig dat het woord 'Deportiu' in de clubnaam niet volledig is vercatalaniseerd, anders zou het Esportiu zijn.

## Geschiedenis
RCD Espanyol werd opgericht op 20 oktober 1900 door studenten van de Universiteit van Barcelona, als reactie op de oprichting van FC Barcelona door buitenlanders een jaar eerder. Het was de eerste club die werd opgericht door Spanjaarden, want naast FC Barcelona werden ook clubs als Recreativo Huelva in 1889 en Athletic Bilbao in 1898 door buitenlanders gesticht. Espanyol was een van de oprichters van de Primera División in 1928, maar de landstitel wist de club nooit te winnen. Wel werd vier keer de Spaanse beker gewonnen, de laatste maal in 2006. Tweemaal bereikte de club de finale van de UEFA Cup, waarbij zij telkens door penalty’s misgreep. In 1988 bestond de finale van de UEFA Cup nog uit een thuis- en uitwedstrijd. In Barcelona won Espanyol met 3-0 van Bayer 04 Leverkusen, de return in Duitsland werd echter met dezelfde cijfers verloren. In de verlenging werd niet gescoord waarna Espanyol in de strafschoppenreeks aan het kortste eind trok. In 2007 speelde de club weer in de finale van de UEFA Cup. Tegen landgenoot Sevilla FC werd het in de reguliere speeltijd 1-1, na verlenging 2-2. Uiteindelijk werd de ploeg opnieuw door strafschoppen verslagen.
Seizoen 2019-2020 zou een dramatisch jaar worden waarin Espanyol eindigde op de 20e plaats en dus degradeerde naar de Segunda División A. Na één jaar in tweede klasse te spelen wist Espanyol zich voor de vijfde keer in de geschiedenis terug te knokken naar de Primera División.

## Eigenaarschap
Gedurende zijn geschiedenis heeft RCD Espanyol meerdere eigenaren en bestuursstructuren gekend, met belangrijke veranderingen in de 21e eeuw.
Tot in de jaren 2000 werd de club geleid door verschillende Catalaanse ondernemers, met als bekendste naam Daniel Sánchez Llibre, die van 1997 tot 2011 als voorzitter diende. Onder zijn leiding beleefde de club sportieve successen, waaronder twee Copa del Rey-titels (2000 en 2006) en een finaleplaats in de UEFA Cup (2007).
In januari 2016 werd de Chinese investeringsmaatschappij Rastar Group, onder leiding van zakenman Chen Yansheng, meerderheidsaandeelhouder van de club. Dit betekende de eerste buitenlandse overname in de geschiedenis van Espanyol. Chen werd voorzitter en introduceerde ambitieuze plannen, waaronder de terugkeer naar Europees voetbal en versterking van de jeugdopleiding. Ondanks incidentele successen, zoals promoties en het bereiken van Europees voetbal in 2019, kende de club ook financiële verliezen en twee degradaties (2020 en 2023) onder zijn bestuur.
Op 14 juli 2025 kondigde de club de overname aan van 99,66% van de aandelen door het Britse investeringsconsortium Velocity Sport Limited (VSL), geleid door Alan Pace, tevens eigenaar van het Engelse Burnley FC via ALK Capital. Espanyol en Burnley gaan deel uitmaken van dezelfde holdingsstructuur, maar behouden hun zelfstandigheid als voetbalclubs. Rastar Group blijft minderheidsaandeelhouder met een belang van 16,45% en een vetorecht op bepaalde strategische beslissingen. De overname markeert een nieuwe fase waarin Espanyol zich financieel en sportief wil versterken binnen een internationale multi-clubstructuur.

## Erelijst
| Internationaal         |     |                                                                        |
| Intertoto Cup          | 1x  | 1968                                                                   |
| Nationaal              |     |                                                                        |
| Copa del Rey           | 4x  | 1929, 1940, 2000, 2006                                                 |
| Segunda División       | 1x  | 1994, 2021                                                             |
| Regionaal              |     |                                                                        |
| Campionat de Catalunya | 12x | 1903, 1904, 1906, 1907, 1908, 1912, 1915, 1918, 1929, 1933, 1937, 1940 |
| Copa de Catalunya      | 5x  | 1995, 1996, 1999, 2006, 2009                                           |
| Supercopa de Catalunya | 1x  | 2016                                                                   |

## Eindklasseringen
- 1940 5e
Primera División
- 1941 7e
Primera División
- 1942 9e
Primera División
- 1943 11e
Primera División
- 1944 11e
Primera División
- 1945 9e
Primera División
- 1946 12e
Primera División
- 1947 11e
Primera División
- 1948 8e
Primera División
- 1949 7e
Primera División
- 1950 11e
Primera División
- 1951 12e
Primera División
- 1952 7e
Primera División
- 1953 4e
Primera División
- 1954 4e
Primera División
- 1955 13e
Primera División
- 1956 7e
Primera División
- 1957 7e
Primera División
- 1958 8e
Primera División
- 1959 7e
Primera División
- 1960 8e
Primera División
- 1961 10e
Primera División
- 1962 13e
Primera División
- 1963 2e
Segunda División
- 1964 13e
Primera División
- 1965 11e
Primera División
- 1966 12e
Primera División
- 1967 3e
Primera División
- 1968 9e
Primera División
- 1969 15e
Primera División
- 1970 3e
Segunda División
- 1971 11e
Primera División
- 1972 12e
Primera División
- 1973 3e
Primera División
- 1974 9e
Primera División
- 1975 11e
Primera División
- 1976 4e
Primera División
- 1977 7e
Primera División
- 1978 15e
Primera División
- 1979 8e
Primera División
- 1980 14e
Primera División
- 1981 10e
Primera División
- 1982 13e
Primera División
- 1983 9e
Primera División
- 1984 10e
Primera División
- 1985 8e
Primera División
- 1986 11e
Primera División
- 1987 3e
Primera División
- 1988 15e
Primera División
- 1989 17e
Primera División
- 1990 5e
Segunda División
- 1991 16e
Primera División
- 1992 16e
Primera División
- 1993 18e
Primera División
- 1994 1e
Segunda División
- 1995 6e
Primera División
- 1996 4e
Primera División
- 1997 12e
Primera División
- 1998 10e
Primera División
- 1999 7e
Primera División
- 2000 14e
Primera División
- 2001 9e
Primera División
- 2002 14e
Primera División
- 2003 17e
Primera División
- 2004 17e
Primera División
- 2005 5e
Primera División
- 2006 15e
Primera División
- 2007 11e
Primera División
- 2008 12e
Primera División
- 2009 10e
Primera División
- 2010 11e
Primera División
- 2011 8e
Primera División
- 2012 14e
Primera División
- 2013 13e
Primera División
- 2014 14e
Primera División
- 2015 10e
Primera División
- 2016 13e
Primera División
- 2017 8e
Primera División
- 2018 11e
Primera División
- 2019 7e
Primera División
- 2020 20e
Primera División
- 2021 1e
Segunda División
- 2022 14e
Primera División
- 2023 19e
Primera División
- 2024 4e
Segunda División
- 2025 14e
Primera División

- Primera División
- Segunda División

## Espanyol in Europa
Espanyol speelt sinds 1961 in diverse Europese competities. Hieronder staan de competities en in welke seizoenen de club deelnam:
- UEFA Cup (7x)

1973/74, 1976/77, 1987/88, 1996/97, 2000/01, 2005/06, 2006/07
- UEFA Europa League (1x)

2019/20
- Intertoto Cup (2x)

1998, 1999
- Jaarbeursstedenbeker (2x)

1961/62, 1965/66

## Bekende (oud-)spelers

### Spanjaarden

#### Catalanen
- Francisco Javier Chica
- Ferran Corominas
- Cristóbal
- Dani García
- David García
- Sergio García
- Daniel Jarque
- Antoni Jiménez
- Albert Lopo
- Jofre Mateu
- Roger
- Víctor Ruiz
- Sergio
- Miquel Soler
- Jonathan Soriano
- Raúl Tamudo
- Antoni Velamazán
- Joan Verdú
- Ricardo Zamora

#### Overig
- Pichi Alonso
- José María Callejón
- Luis García Fernández
- Iván Helguera
- Juanfran
- Fernando Muñoz
- Iván de la Peña
- Albert Riera

### Belgen
- Theo Custers
- Erwin Lemmens
- Dominique Lemoine
- ,  Landry Dimata

### Nederlanders
- Kevin Bobson
- Jordi Cruijff
- Marvin Zeegelaar
- Tonny Vilhena

### Overig
- Branko Brnović
- Carlos Caszely
- Zoltán Czibor
- Alfredo Di Stéfano
- Didier Domi
- / Óscar Duarte
- Aldo Duscher
- Juan Esnáider
- Constantin Gâlcă
- Idriss Carlos Kameni
- Tayfun Korkut
- Ladislao Kubala
- John Lauridsen
- Samuele Longo
- Savo Milošević
- Héctor Moreno
- Shunsuke Nakamura
- Thomas N'Kono
- Pablo Osvaldo
- Walter Pandiani
- Nicolás Pareja
- Cayetano Ré
- Maxi Rodríguez
- Facundo Roncaglia
- Ben Sahar
- Dario Silva
- Christian Stuani
- Pablo Zabaleta
- José Luis Zalazar

## Bekende trainers
- Xabier Azkargorta
- Javier Clemente
- Ernesto Valverde
- Mauricio Pochettino